# Carson Daly

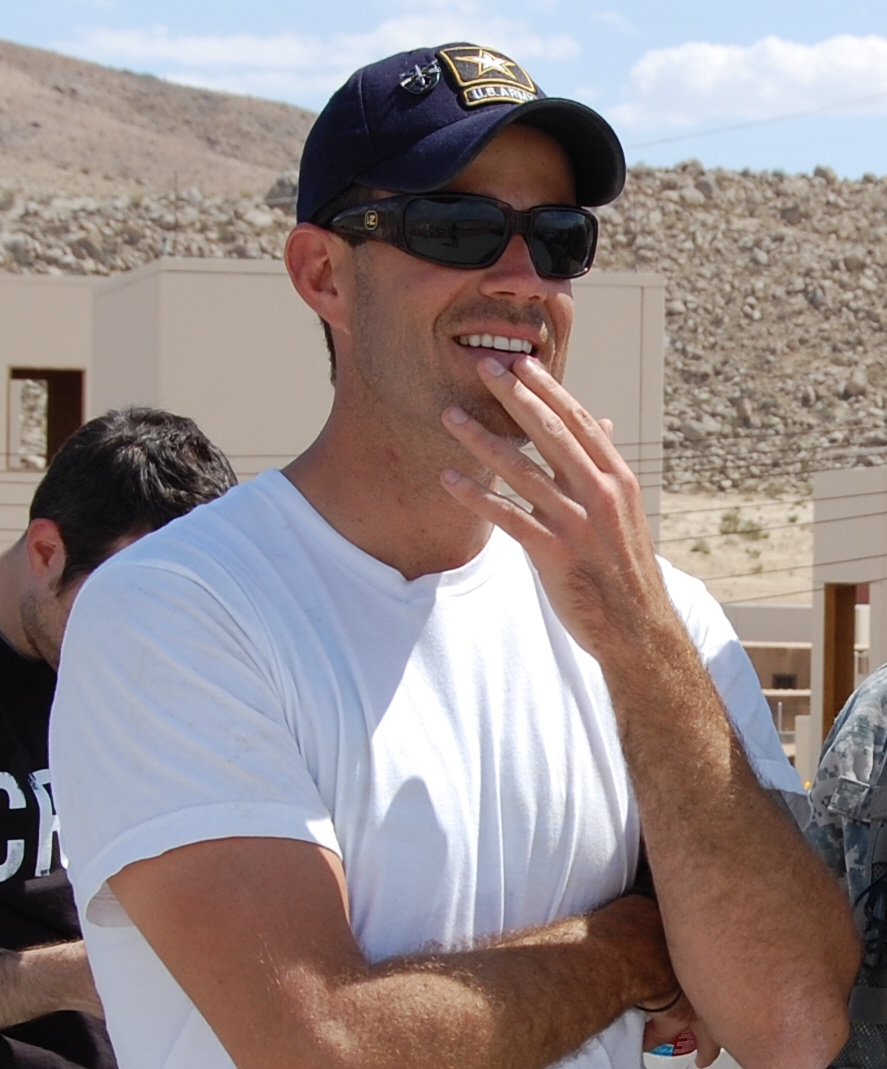
Carson Daly

Carson Jones Daly (Santa Monica, 22 juni 1973) is een Amerikaans televisiepresentator. Hij is onder andere bekend als presentator van NBC's Last Call with Carson Daly, een praatprogramma dat sinds 7 januari 2002 wordt uitgezonden. Daarvoor was hij vj bij MTV en dj bij het Zuid-Californische radiostation KROQ. Verder heeft hij een eigen platenlabel opgericht genaamd 456 Entertainment.

## Biografie
Daly werd geboren in Santa Monica als zoon van televisiepersoonlijkheid Pattie Daly Caruso en acteur J.D. Daly. Hij ging naar de Santa Monica High School en was lid van het golfteam van die school. In 1991 behaalde hij zijn diploma aan Santa Monica en ging hij studeren aan de Loyola Marymount University in Los Angeles.
Daly is van Ierse komaf en heeft samengewerkt met Guinness aan "Proposition 3-17", een actie om St. Patrick's Day tot officiële feestdag te laten maken. Omdat zijn moeder borstkanker heeft gehad, zet hij zich samen met haar in om deze ziekte meer onder de aandacht te brengen.
In 2002 ging Daly's praatprogramma in première. Het programma werd opgenomen op dezelfde set als Saturday Night Live. Daly was met zijn programma onder andere te zien in de pilotaflevering van de serie My Name Is Earl; het is zijn programma dat de protagonist Earl aan het denken zet over karma.
Daly is samen met Jonathan Rifkind, Jonathan B. Davis en Bam Margera oprichter van 456 Enterprise & Entertainment. Dit label is vooral bekend van de "Viva La Bands"-reeks. Sinds april 2011 is hij de presentator van The Voice.

### Privé
Daly heeft samen met zijn vriendin Siri Pinter een zoon en een dochter.

## Filmografie
| Televisie    | Televisie                        | Televisie             | Televisie |
| Jaar         | Titel                            | Rol                   |           |
| ------------ | -------------------------------- | --------------------- | --------- |
| 1998–2002    | Total Request Live               | Vj                    |           |
| 2000         | Daria presents "Is It Fall Yet?" | David (Quinn's Tutor) |           |
| 2002 – heden | Last Call with Carson Daly       | Presentator           |           |
| 2011 - heden | The Voice                        | Presentator           |           |
| 2012 - heden | Powerhouse                       | Zichzelf              |           |